# 澳门导报
《澳門導報》，是一份在澳门出版的报纸，創刊於2006年。

## 沿革
澳门导报自述“是一家以推動澳門融入國家發展和改革開放大局、加速澳門經濟適度多元化發展為傳播主旨，以宣傳與弘揚中華文明與中華文化為使命，以搭建東西方文化交流以及歷史、藝術、人文學科等資訊傳播平臺為目的的綜合性媒體”、“《澳門導報》將通過建立一個聯通世界的媒介平臺，讓中華文化之精髓與世界文化之精髓雙向流動相互通達”。
澳門導報因前总理温家宝在该报发文追忆母亲，而该文流回中国大陆，在微信公众平台上又被禁止分享，引发海外媒体关注。